# Zvonko Matković
Zvonko Matković Ribera (Santa Cruz de la Sierra, 4 de noviembre de 1978) es un economista y político boliviano. Desde 2021 a 2024 fue presidente de la Asamblea Legislativa Departamental de Santa Cruz.

## Biografía
Matkovic nació el 4 de noviembre de 1978 en la provincia Andrés Ibáñez en la ciudad de Santa Cruz de la Sierra. Es hijo del ex prefecto de Santa Cruz Zvonko Matković Fleig. Su familia formaba parte del partido Acción Democrática Nacionalista.
Es economista de profesión y fue 2.do vicepresidente del Comité Pro Santa Cruz. 
Estuvo en la cárcel por casi 8 años, desde el 19 de marzo del 2010 al 1 de marzo del 2018 sin presentar sentencia por el supuesto caso "Terrorismo" en el hotel Las Américas.
Fue electo en 2020 como senador de la coalición Creemos por Santa Cruz, suplente de Centa Rek, cargo al que renunció en enero de 2021. En 2021, se postuló por la agrupación Creemos para asambleísta por territorio de Santa Cruz y ganó.
Asumió la presidencia de la Asamblea Legislativa Departamental de Santa Cruz desde 2021 y fue reelecto en las gestiones 2022-2023 y 2023-2024.